# Čaša za vino
Čaša za vino je vrsta čaše koja se koristi za piće i degustaciju vina. Većina čaša za vino ima noseću dršku (pehari), odnosno sastoje se od tri dela: suda, drške i stopala.

## Materijali
Visokokvalitetne čaše za vino nekada su bile pravljene od olovnog stakla, koje ima veći indeks prelamanja i teže je od običnog stakla, ali su zdravstveni problemi usled unosa olova doveli do njihove zamene staklom bez olova. Čaše za vino, sa izuzetkom hok čaša, uglavnom nisu obojene ili matirane, jer bi to otežalo procenu boje vina. Nekada je postojao ISO standard (ISO/PAS IVA 8:2009) za čistoću stakla i odsustvo olova i drugih teških metala, ali je povučen.
Neki proizvođači vrhunskih čaša za vino kao što je Schott Zwiesel su pioniri u metodama unosa titanijuma u staklo kako bi povećali njegovu izdržljivost i smanjili verovatnoću da se staklo razbije.

## ISO čaša za degustaciju vina
Međunarodna organizacija za standardizaciju ima specifikaciju (ISO 3591:1977) za čašu za degustaciju vina. Sastoji se od šolje („izduženo jaje“) oslonjene na stabljiku koja se oslanja na osnovu.
Referentna čaša je INAO čaša za vino, merilo definisano specifikacijama Francuske asocijacije za standardizaciju (AFNOR), koji je INAO usvojio kao zvaničnu čašu 1970. godine. Ona je dobila svoj AFNOR standard u junu 1971. godine, i svoj ISO standard 3591 1972. godine. INAO nije dostavio dosije Nacionalnom institutu za industrijsku svojinu, stoga se masovno kopira i postepeno je zamenila druge degustacione čaše u svetu.
Staklo mora biti olovni kristal (9% olova). Njene dimenzije daju joj ukupnu zapreminu između 210 mL i 225 mL, i definisane su na sledeći način:
- Prečnik oboda: 46 mm
- Visina čašice: 100 mm
- Visina stopala: 55 mm
- Prečnik ramena: 65 mm
- Prečnik stopala: 9 mm
- Prečnik osnove: 65 mm

Otvor je uži od konveksnog dela da bi se buke koncentrisao. Kapacitet je približno 215 ml, ali je predviđena za sipanje od 50 ml. Neke čaše sličnog oblika, ali sa različitim kapacitetima, mogu se u širokom opsegu nazivati ISO čašama, ali one ne čine deo ISO specifikacije.

## Spoljašnje veze
- Scientific study on the shape of a wine glass and perception Архивирано на веб-сајту  (16. децембар 2018)